# Río Zudáñez
Der Río Zudáñez ist ein rechter Zufluss des Río Grande in Bolivien. Er entsteht aus dem Zusammenfluss des Río Sayan Chaca mit dem Río Jorca Mayu und hat eine Länge von 87 Kilometern. Auf den letzten siebzehn Kilometern trägt er auch die Bezeichnung „Río Seripona“.

## Río Zudáñez
Der Fluss trägt die Bezeichnung „Río Zudáñez“ ab der Stadt Zudáñez am Ostrand der Cordillera Central. Die Stadt ist zentraler Ort des Municipio Zudáñez in der Provinz Jaime Zudáñez im Departamento Chuquisaca. Der Fluss fließt von hier aus im Wesentlichen in nördlicher Richtung und mündet bei Seripona in den Río Grande. Der Río Zudáñez durchfließt auf den ersten dreißig Kilometern das Municipio Zudáñez und bildet dann auf der restlichen Strecke die Grenze zwischen dem Municipio Presto und dem Municipio Mojocoya.

## Río Seripona
Nach 55 Kilometern als Río Zudáñez ab der Ortschaft La Joya Charal trägt der Fluss auf den verbleibenden 32 Kilometern auch den Namen „Río Seripona“ und mündet schließlich bei der Ortschaft
Seripona in den Río Grande. Jenseits der Mündung befindet sich dann das Municipio Pasorapa in der Provinz Narciso Campero im Departamento Cochabamba.